# Papa Bue
Arne Bue Jensen, kendt under kunstnernavnet Papa Bue, født 8. maj 1930 i København, død 2. november 2011, var en dansk trombonist og grundlægger af Papa Bues Viking Jazzband.
I 1954 dannede Jensen The Royal Jazz band, som straks efter skiftede navn til Bohana Jazz band. I 1956 skiftede man atter navn, nu til Papa Bue's New Orleans Jazz band - med den kendte banjospiller Bjarne "Liller" Petersen i opsætningen.
Den amerikanske sanger Shel Silverstein hørte orkesteret under et ophold i København. Han mente at de skæggede bandmedlemmer måtte være virkelige vikinger, hvilket fik Jensen til at give gruppen dens endelige navn.
Papa Bue og hans band turnerede flittigt i mange lande og var det største traditionelle jazznavn i Malmø og Skåne fra slutningen af 1950erne. Eftersom han var den eneste i bandet som havde børn fik han kælenavnet "Papa".